# Alexandre Benois

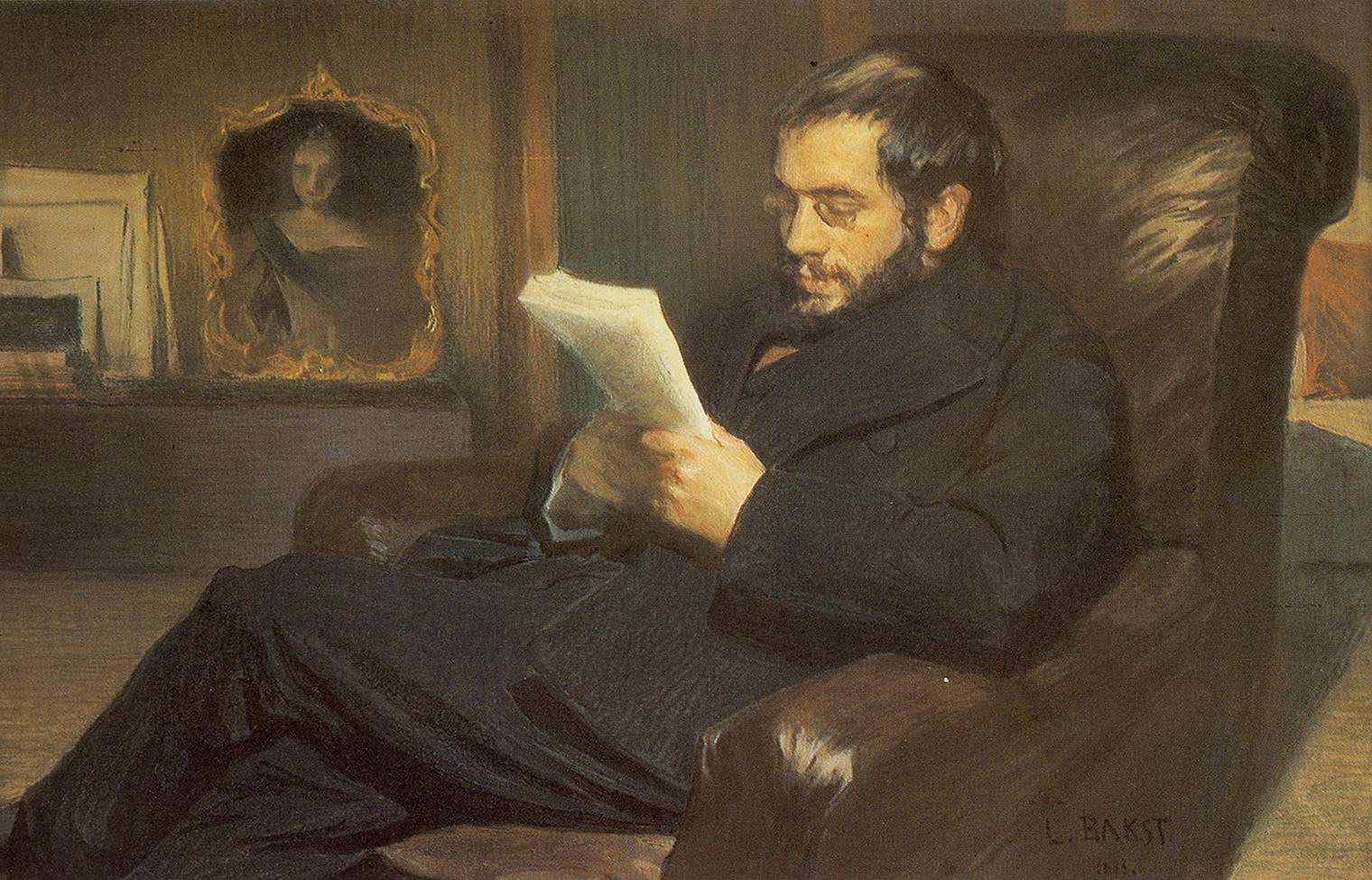
Portret van Alexandre Benois

Alexandre Benois (Russisch: Александр Николаевич Бенуа, Aleksandr Nikolajevitsj Benoea) (Sint-Petersburg, 3 mei [O.S. 21 April] 1870[1] 1870 - 9 februari Parijs 1960), was een Russische kunstenaar, criticus en kunsthistoricus. Hij was van Franse origine.
Benois was een van de oprichters van de Peterburgse kunstenaarsbeweging Mir Iskoesstva. Hij verwierf in West-Europa vooral bekendheid als theaterontwerper. Zijn bekendste ontwerpen zijn die voor het ballet Petroesjka (1911) op muziek van Igor Stravinsky, waarvoor hij ook mede het libretto schreef. Een ander werk van Stravinsky waarvoor Benois decors en kostuums maakte, is de opera Le Rossignol (1914). Beide producties zijn gemaakt voor de Ballets Russes van Sergej Djagilev. Daarnaast werkte Benois als theaterontwerper onder andere voor het gezelschap van Ida Rubinstein, La Scala in Milaan en voor de Opéra de Paris. De inspiratie voor zijn ontwerpen haalde Benois veelal uit de Franse opera van de zeventiende eeuw, de commedia dell'arte, decors in rococostijl en de Russische folklore.
In Rusland is Benois vooral bekend als graficus en schilder van historiserende scènes met in veel gevallen de 18e eeuw in Rusland (het hof van Peter de Grote) en in Frankrijk (Versailles) als onderwerp. Zijn kunsthistorische werken, waaronder een driedelige 'Kunstgeschiedenis van alle tijden en landen', en een 'Geschiedenis van de Russische kunst' worden in Rusland nog regelmatig herdrukt.
- Bibsys: 90365809
- Biblioteca Nacional de España: XX1457849
- Bibliothèque nationale de France: cb11891232z (data)
- Gemeinsame Normdatei: 118655639
- International Standard Name Identifier: 0000 0001 2319 933X
- KulturNav: b2045612-3f65-4bf1-a228-b70e88ed4ebb
- Library of Congress Control Number: n80159917
- Nationale Bibliotheek van Letland: 000083618
- MusicBrainz: a25f22ba-de5a-471c-83fc-c1bc79ad4ec1
- National Gallery of Victoria: 4154
- Nationale Bibliotheek van Tsjechië: skuk0001637
- Nationale bibliotheek van Australië: 35712785
- Nationale Bibliotheek van Israël: 987007282987605171
- Nationale Bibliotheek van Polen: a0000001670814
- Nederlandse Thesaurus van Auteursnamen: 070263752
- RKD-Nederlands Instituut voor Kunstgeschiedenis: 6576
- Russische Staatsbibliotheek: 000079449
- Istituto Centrale per il Catalogo Unico: CUBV016645
- LIBRIS: 177403
- SNAC: w6sn0ckp
- Système universitaire de documentation: 026718162
- Museum of New Zealand Te Papa Tongarewa: 189
- Trove: 1053537
- Union List of Artist Names: 500009577
- Virtual International Authority File: 17218920
- WorldCat: E39PBJg4hrT9KVmxfHTmqvWqwC